# Список об'єктів Світової спадщини ЮНЕСКО в Сінгапурі
У списку Світової спадщини ЮНЕСКО в Сінгапурі значиться 1 найменування (на 2015 рік) в основному списку. Станом на 2015 рік до попереднього списку не занесено жодного об'єкта.

## Об'єкти спадщини
| Пам'ятка                     | Зображення                   | Location                                                                                 | Критерій          | Площа (акрів) | Рік  | Опис | Прим  |
| ---------------------------- | ---------------------------- | ---------------------------------------------------------------------------------------- | ----------------- | ------------- | ---- | ---- | ----- |
| Сінгапурський ботанічний сад | Сінгапурський ботанічний сад | Сінгапур 1°18′49.82″ пн. ш. 103°48′59.29″ сх. д. / 1.3138389° пн. ш. 103.8164694° сх. д. | Культ: (ii), (iv) | 120           | 2015 |      | [ 1 ] |